# Robert DeGaetano
Robert DeGaetano (* 1946 in New York City; † 2015) war ein US-amerikanischer Pianist und Komponist.

## Leben
DeGaetano studierte an der Juilliard School bei Adele Marcus und Rosina Lhevinne. Als erster Musiker, der je ein Rotary International Scholarship erhielt, konnte er seine Ausbildung in Paris bei Alexis Weissenberg fortsetzen. Auf Empfehlung von  David Oistrach und Swjatoslaw Richter begann er seine Konzertkarriere unter der Schirmherrschaft von Sol Hurok.
Sein Recitaldebüt gab er im New Yorker Lincoln Center, sein Orchesterdebüt mit dem San Antonio Symphony Orchestra. Danach unternahm er Konzerttourneen durch die USA und Europa, gab Recitals und trat als Solist mit namhaften Orchestern der Vereinigten Staaten auf. 1999 debütierte er mit einem Recital in der Carnegie Hall. Im selben Jahr trat er bei einem Memorial Day Concert auf dem Green-Wood Cemetery mit der Goldman Memorial Band auf und spielte am Grab des Komponisten Louis Moreau Gottschalks L’Union und The Banjo.
1986 komponierte DeGaetano seine Erste Klaviersonate, die er in New York und bei einer internationalen Tournee präsentierte. Nach dem großen Erfolg der Sonate erhielt er vom Jackson Symphony Orchestra den Auftrag zur Komposition eines Klavierkonzerts, das 1989 aufgeführt wurde. Im Auftrag von Alice Tully komponierte er zum Gedenken an die Opfer des Challenger-Unglücks 1986 die Klaviersuite The Challenger, deren Uraufführung er 1987 in Anwesenheit der Angehörigen der Astronauten im Lincoln Center spielte. Auf neun CDs spielte DeGaetano neben eigenen Werken Kompositionen von Frédéric Chopin, Ludwig van Beethoven, Louis Moreau Gottschalk, Franz Liszt, Sergei Rachmaninow und amerikanischen Komponisten des 20. Jahrhunderts.